# Trachylepis binotata
Trachylepis binotata este o specie de șopârle din genul Trachylepis, familia Scincidae, descrisă de Bocage 1867. Conform Catalogue of Life specia Trachylepis binotata nu are subspecii cunoscute.